# Metaves
Metaves es un controvertido clado propuesto por Fain & Houde (2004) y más tarde rescatado en el estudio de Ericson et al. (2006) y Hackett et al. (2008). Este grupo consiste en diversos linajes que se diversificaron al comienzo de la evolución de las aves modernas (Neornithes). Entre estos linajes se incluyen Strisores (colibríes, vencejos, entre otros), palomas, gangas, mesitos, rabijuncos, Eurypygae (tigana y el kagú) y Mirandornithes (flamencos y somormujos). Aun así los miembros de este grupo y las relaciones de éstos varían según los diferentes estudios, estando además el grupo suntentado únicamente por el gen b-fibrinogen.
|  | Mesitornithidae  |
|  |                  |
|  | Pteroclidiformes |
|  |                  |

|  | Phaethontidae |
|  |               |
|  | Eurypygae     |
|  |               |

|  | Columbiformes  |
|  |                |
|  | Mirandornithes |
|  |                |

|  | Mesitornithidae  |
|  |                  |
|  | Pteroclidiformes |
|  |                  |

|  | Phaethontidae |
|  |               |
|  | Eurypygae     |
|  |               |

|  | Columbiformes  |
|  |                |
|  | Mirandornithes |
|  |                |

Aunque las relaciones fologenéticas entre los diversos linajes en Metaves con controversiales, el siguiente cladograma está basado en Kimball et al. (2013).